# 竹野留里
竹野 留里（たけの るり、1999年11月26日 - ）は、日本の女性歌手、YouTuber。北海道室蘭市出身。所属事務所はホリプロ。THEカラオケ★バトルのU-18四天王の1人であった。室蘭地区民謡連合会に所属（2015年8月7日現在）。

## 来歴・人物
4歳から民謡を習い始め、2015年7月には北海道で行われた民謡大会『第39回どさんこ甚句全国大会』で優勝し、同時に名人の座も獲得した。
北海道室蘭栄高等学校在学中から、テレビ東京系列のテレビ番組『THEカラオケ★バトル』に出演。『THEカラオケ★バトル U-18』で優勝を2回獲得し2017年2月22日から「U-18四天王」となる（2017年7月現在）。また、同番組のCDおよびDVDに参加した。同番組内でのキャッチフレーズは「民謡日本一の秀才理系女子」。2018年9月現在、「元U18四天王医大生」に変更されている。2017年9月には軽自動車販売専門店『軽自動車館』のテレビコマーシャルに出演し北海道で放映された。2018年3月、北海道室蘭栄高等学校を卒業した。
2018年4月、作業療法士を目指して札幌医科大学保健医療学部作業療法学科に入学。2019年12月15日には民謡の最高峰の大会『青年部旗戦』（曲名：津軽あいや節、大会名：蝦夷）で初出場ながら優勝を果たし、厚生労働大臣賞・東京都知事賞を受賞した。
2022年3月18日、札幌医科大学を卒業。同年3月23日、作業療法士国家試験に合格。上京し、ホリプロ所属となる。作業療法士の資格を活かして都内の病院で勤務する一方、音楽活動に加え、俳優業にも挑戦するなど活動の幅を広げている。
2024年2月6日、室蘭市から室蘭ふるさと大使に任命される。

## 出演

### テレビ
- 『ぴったんこカン・カン』（TBS系、2016年3月25日）[18]
- 『THEカラオケ★バトル』（テレビ東京系） - 優勝2回、100点満点2回。2017年2月22日から2018年2月21日までU-18四天王。
- 『洋子の演歌一直線』（テレビ東京系、2017年11月5日）[19] - U-18四天王での出演。
- 『花嫁未満エスケープ』第3話-第5話（2022年4月21日 - 5月6日、テレビ東京） - 中田明日香 役
- 『メンタル強め美女白川さん』 第11話（2022年6月16日、テレビ東京） - 林檎の同期社員 役
- 『熱唱！ミリオンシンガー』（2023年3月2日、日本テレビ）[20]
- 『勝利の法廷式』第4話（2023年5月4日、日本テレビ） - 原菜月 役
- 『銀座カセットソング』（2023年10月19日 - 2024年3月30日、BS-TBS） - カセットガールでレギュラー出演[21][22]
- 『蜜と毒』（2024年1月11日、BSテレビ東京） - 下川紗英 役[23]
- 『SHOW激!今夜もドル箱』（2024年1月16日、テレビ東京）
- 『徳光和夫の名曲にっぽん』（2024年10月25日、BSテレ東）
- 『昭和歌謡パレード新春3時間SP～昭和100年!歌い初め大新年会～』（2025年1月4日、BSテレ東）

### 映画
- 『モルエラニの霧の中』（2021年2月6日）  - 橋本まゆ 役

### 舞台
- 劇団ミュOp.1 ミュージカル『Liebe ～シューマンの愛したひと～』（2024年1月27日 - 2月5日、シアター711） - メンデルスゾーン 役[24]
- ミュージカル『薄桜鬼 真改』土方歳三篇（2024年4月13日・14日、AiiA 2.5 Theater Kobe / 4月19日 - 29日、天王洲 銀河劇場） - 雪村千鶴 役[25]
- 東映ムビ×ステ 舞台『邪魚隊 / ジャッコタイ』（2024年8月9日 - 25日、サンシャイン劇場 / 8月30日 - 9月1日、サンケイホールブリーゼ / 9月4日、一宮市民会館 / 9月7日・8日、石川県立音楽堂 邦楽ホール）[26]
- 劇団ミュOp.3 ミュージカル『初恋 Sada Yacco: Japan's first actress』（2025年3月19日 - 31日、ウッディシアター中目黒）[27]
- ミュージカル『薄桜鬼』HAKU-MYU LIVE 4（2025年12月19日 - 21日、Zepp DiverCity TOKYO / 12月27日 - 28日、Zepp Osaka Bayside） - 雪村千鶴 役[28]

### CM
- ファミリーマートCM「ブラックサンダーフラッペ　イナズマを呼ぶ男篇」（2022年4月）

## 作品

### オリジナル曲
- アルバム[12]

### 参加作品
- テレビ東京系『THEカラオケ★バトル BEST ALBUM II』（2017年8月2日発売。PCCA-04545）[29]
  - M-9「Over and Over ～夢は終わらない」（合唱ver） - K★Bオールスターズ（城南海、RiRiKA、翠千賀、宮本美季、堀優衣、佐々木麻衣、佐久間彩加、鈴木杏奈、竹野留里）
  - M-10「ナナナ音頭」（堀優衣、佐々木麻衣、鈴木杏奈、竹野留里）

## コンサート
2019年8月10日、北海道伊達市梅本町の伊達信用金庫コスモスホールにて。
2020年「竹野留里with和心ブラザーズコンサート」
9月27日、広尾郡大樹町
10月23日、室蘭市市民会館